# Orquesta Riverside (álbum)
Orquesta Riverside es un álbum de estudio de la banda cubana Orquesta Riverside, lanzado en 1972 en Chile por el sello discográfico DICAP.

## Lista de canciones
| Lado A |                    |          |  |
| N.º    | Título             | Duración |  |
| 1.     | «Agua fría»        |          |  |
| 2.     | «La llave»         |          |  |
| 3.     | «Eumelia»          |          |  |
| 4.     | «El calvo»         |          |  |
| 5.     | «La matunga»       |          |  |
| 6.     | «Casino Riverside» |          |  |

| Lado B |                        |          |  |
| N.º    | Título                 | Duración |  |
| 7.     | «Pa' la cumbia»        |          |  |
| 8.     | «Pesqué un caimán»     |          |  |
| 9.     | «En tu pelo»           |          |  |
| 10.    | «Yambeleya»            |          |  |
| 11.    | «Garuja»               |          |  |
| 12.    | «La negra Encarnación» |          |  |